# Chorisoblatta pallida
Chorisoblatta pallida är en kackerlacksart som först beskrevs av Hanitsch 1938.  Chorisoblatta pallida ingår i släktet Chorisoblatta och familjen småkackerlackor. Inga underarter finns listade i Catalogue of Life.